# Membrothrips indicus
Membrothrips indicus är en insektsart som först beskrevs av Ian A. Hood 1919.  Membrothrips indicus ingår i släktet Membrothrips och familjen rörtripsar. Inga underarter finns listade i Catalogue of Life.